# 古川正雄
古川 正雄（ふるかわ まさお、1837年4月8日（天保8年3月4日） - 1877年（明治10年）4月2日）は明治時代の日本の教育者。福澤諭吉の弟子として、日本の近代教育の礎を築いた教育者の一人。慶應義塾初代塾長。また幕末には軍艦頭並として95名を引き連れ榎本軍に加わり戊辰戦争を戦った。旧名を古川節蔵、岡本節蔵、岡本周吉といい、岡本博卿の筆名でも知られる。

## 生涯
広島県西中国山地に奥深い山県郡川小田村生まれ。庄屋の三男に生まれ青年期に医学を志し、広島に出て広島城下で漢学を学ぶ。
1856年（安政3年）、19歳の時、大阪に出て、当時日本中の秀才が集うといわれた緒方洪庵の適塾に入門、蘭学、兵学を修めた。この頃は岡本周吉と称した。
1858年（安政5年）、この適塾で塾長を務めていた福澤諭吉が、中津藩の命令で江戸に蘭学の塾を開くことになり、同窓の中から同行者を募ると、すぐに行くと言ったのが周吉だった。適塾で学んでいたのは武士や漢方医の子が多く、藩や家との繋がりの強い彼らは即座に決められなかったといわれる。その点、農家の三男の周吉は動きやすかった。こうして周吉は、江戸へ下る原田磊蔵と三人連れで同年秋江戸に入る。
築地鉄砲洲（現在の明石町）で諭吉と同居し諭吉が開いた蘭学塾「一小家塾」（後の慶應義塾）の第1期生となり、著書翻訳を相当数手掛けた。1860年（万延元年）、岡本博卿の名で訳した「万国政表」は日本統計学史上珍しい文献と言われ、オランダ語から訳された、日本最初の世界統計書とされる。1871年（明治4年）12月、日本の中央統計機関として院表課が設立されたが「政表」の文字は既に周吉によって使用されていた。
福澤は周吉の才能を高く評価し、何とか周吉を世に出したいと考えていたといわれる。福澤は周吉の郷里である芸州藩に乗り込み、藩で雇ってくれないか、士籍だけでも貸してもらえないかと直談判したが、周吉が農家の出身であるとの理由で断られる。次に江戸下谷辺の旗本・古川家が婿養子を探しているという話を聞きつけて周吉を推薦、1862年（文久2年）25歳の時、周吉は同家の養子となり、名を古川節蔵と改めた。

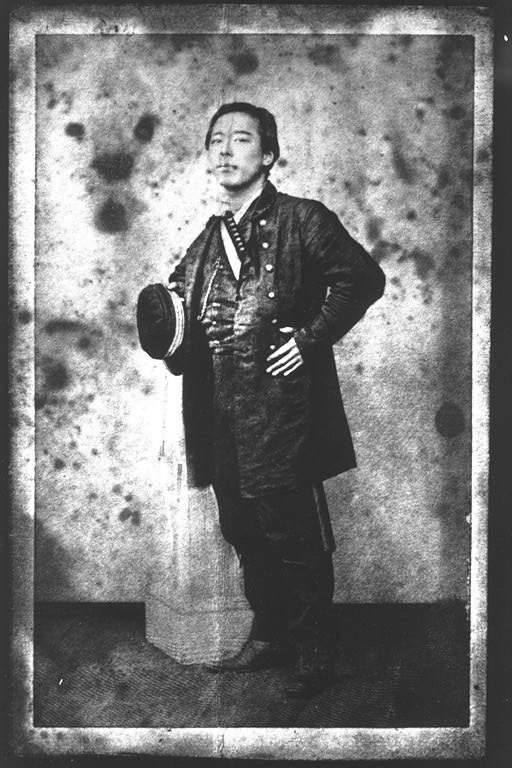
戊辰戦争当時の肖像

1868年（慶応4年）慶應義塾初代塾長に就任。しかし古川は、戦いを好まない諭吉が止めるも聞かず、江戸から脱走し旧幕府軍・榎本軍に加わる。古川家が徳川家の旗本であったのがその理由とされる。慶應4年（1868年）6月、「長崎丸」艦長として榎本武揚艦隊本隊に先駆けて江戸湾を脱出。明治維新、戊辰戦争時には榎本武揚らと共に函館五稜郭に立て篭り新政府軍に抵抗。「軍艦高雄」（第二回天）の艦長となる。1869年（明治2年）には高雄艦長として宮古湾海戦に榎本武揚、土方歳三らと参加するも途中暴風雨に遭い機関を損傷、速度が上がらず「ストーンウォール号（甲鉄）奪還作戦」の奇襲には参加出来ずに追撃され、田野畑村沖羅賀浜（現在の岩手県下閉伊郡）へ座礁させ自沈。高雄を捨て総員退去を命じ、上陸後降伏し新政府軍に捕えられ、東京に護送されて厳しい取り調べを受け、約一年間拘束された。
言うことを聞かなかった節蔵だが、諭吉はそれでも可愛がり、入牢した節蔵を何度も訪ね面倒をみた。いったん死罪を言い渡されるが、後に釈放され、今度は古川正雄と改名し、教育者としての道を歩き始める。
1870年（明治3年）～1872年（明治5年）には、日本最初の小学校教科書の一つとなる『絵入智慧の環』を発刊した。本書は日本最初の洋風文典とも最初の近代絵本ともいわれる
。またこの書物の中で日本で初めて「せびろ」という言葉を使用したといわれている。1871年（明治4年）「ちゑのいとぐち」などを刊行。
1870年（明治3年）～1871年（明治4年）築地海軍兵学校教官。1872年（明治5年）工部省に転じ1873年（明治6年）ウィーン万国博覧会開催に際し、出品目録諸著書編集係として同地へ派遣された。欧州諸国を巡り、帰国後、キリスト教に傾倒して洗礼を受ける。津田仙の経営する学農社にてジュリアス・ソーパーの説教にあずかっていた。1874年（明治7年）明六社に加入。キリスト教の博愛精神から、当時、日本に多かった目の不自由な人の教育施設の必要性を説き、1875年（明治8年）津田仙らと共に楽善舎を組織、盲聾唖者の教育を発起し中村敬宇、岸田吟香、山尾庸三、ヘンリー・フォールズらと日本最初の盲学校といわれる東京盲亞学校（現筑波大学附属視覚特別支援学校）の前身・訓盲院を創設した。これが日本の特別支援教育の始まりである。また1875年（明治8年）私学錦裔塾を開き、のち耕教学舎と改称、これは現在の青山学院大学の源流の一つとなっている。2008年に慶應義塾が刊行した『慶應義塾史事典』の「古川正雄」の項目には、「明治8年3月、神田錦町に錦裔塾（弘道学舎、耕教学舎を経て、現青山学院の源流の一つとなる）を設立し、英語教師として宣教師ジュリアス・ソーパーを招いた」と書かれている。ところが青山学院大学の五十年史では「耕教学舎はジュリアス・ソーパーが設立した」（3頁）、「耕教学舎はジュリアス・ソーパーらが設立した」（707頁）と書かれており、青山学院大学の公式ホームページの沿革（青山学院の歩み）でも「ソーパーを中心に築地に開校された耕教学舎」、「ソーパーのいた説教所に古川正雄の一族が入信してきて、津田一家と彼らの協力によって耕教学舎が設立された」などと書かれている。古川が設立しソーパーを招いた塾の後身学校に「古川正雄の一族が入信してきた」という記述は妙に思える。
1877年（明治10年）、41歳で病死。著作には他に『洋行漫筆』『絵入智慧の環』などがある。

## 著作
著書・編書
- 『絵入智慧の環』
  - 海後宗臣編纂 『日本教科書大系 近代編第四巻 国語（一）』 講談社、1964年1月
  - 『絵入智慧の環』 雄松堂書店〈明治初期教育希覯書集成〉、1982年6月
- 『ちゑのいとぐち』
  - 川戸道昭、榊原貴教編著 『資料集成 近代日本語<形成と翻訳> 第11巻』 大空社、2015年10月、ISBN 4283011851
- 『古今雑話』
- 『古川正雄の洋行漫筆』
  - 吉野作造編輯代表 『明治文化全集 第十六巻 外国文化篇』 日本評論社、1928年2月 ／ 明治文化研究会編 『明治文化全集 第七巻 外国文化篇』 日本評論新社、1955年6月 ／ 明治文化研究会編 『明治文化全集 第十七巻 外国文化篇』 日本評論社、1992年10月、ISBN 4535042578

訳書
- 『万国政表』
  - 吉野作造編輯代表 『明治文化全集 第九巻 経済篇』 日本評論社、1929年8月 ／ 明治文化研究会編 『明治文化全集 第十二巻 経済篇』 日本評論新社、1957年1月 ／ 明治文化研究会編 『明治文化全集 第十巻 経済篇』 日本評論社、1992年7月、ISBN 4535042500
- 『英式 運用全書』
- 『稽古地図』

## 関連文献
- 吉野作造 「古川正雄の洋行漫筆解題」（前掲 『明治文化全集 第十六巻 外国文化篇』 ほか）
- 横山雅男 「福沢先生と古川正雄（一）」（『明治文化』第6巻第3号、日本評論社、1930年3月）
- 富田正文 「古川節蔵」（『三田文学』第11巻第1号、三田文学会、1936年1月）
  - 富田正文著 『福沢諭吉襍攷』 三田文学出版部、1942年2月
- 古田東朔 「古川正雄」1-4（『実践国語教育』第223号-第227号、穂波出版社、1959年5月-8月）
  - 古田東朔著 『古田東朔近現代日本語生成史コレクション 第6巻 東朔夜話』 くろしお出版、2014年12月、ISBN 9784874246429
- 伊東弥之助 「古川正雄の生涯 : 慶應義塾初代塾長」（『三田評論』第663号、慶應義塾、1967年8月）
- 野村英一 「古川正雄」（『福澤手帖』第42号、福澤諭吉協会、1984年9月）
- 服部禮次郎 「福澤門下生の墓所を巡る（九） 福澤諭吉のもとで塾長をつとめた十四人 : 岡本周吉（古川正雄）から鎌田栄吉まで」（『福澤手帖』第138号、2008年9月）
  - 服部禮次郎著 『福澤諭吉と門下生たち』 慶應義塾大学出版会、2009年11月、ISBN 9784766414967
- 「『小学読本』に先行・併行した国語関係教科書群」（府川源一郎著 『明治初等国語教科書と子ども読み物に関する研究 : リテラシー形成メディアの教育文化史』 ひつじ書房、2014年2月、ISBN 9784894766624）

## 演じた俳優
- 勝野洋 - 「福沢諭吉」 （1991年、東映）